# Naturkundemuseum (Berlins tunnelbana)
Naturkundemuseum är en tunnelbanestation i Berlins tunnelbana på linje U6 i centrala Berlin under Chausseestrasse, i stadsdelen Mitte. Stationen är belägen nära Museum für Naturkunde och några hundra meter från Nordbahnhof. Den byggdes av Alfred Grenander och öppnade 1923. Från 1961 till 1990 stannade ej tågen, då tågen från Västberlin passerade under Östberlin och förbi flera spökstationer. Stationen är en knutpunkt till flera spårvagnslinjer.
Stationen öppnades 1923 som Stettiner Bahnhof efter den då närbelägna fjärrtågsstationen Stettiner Bahnhof. År 1951 döptes stationen om till Nordbahnhof, efter att Stettiner Bahnhof fått detta namn. År 1991 byttes stationsnamnet till Zinnowitzer Strasse och slutligen 2009 blev namnet Naturkundemuseum.

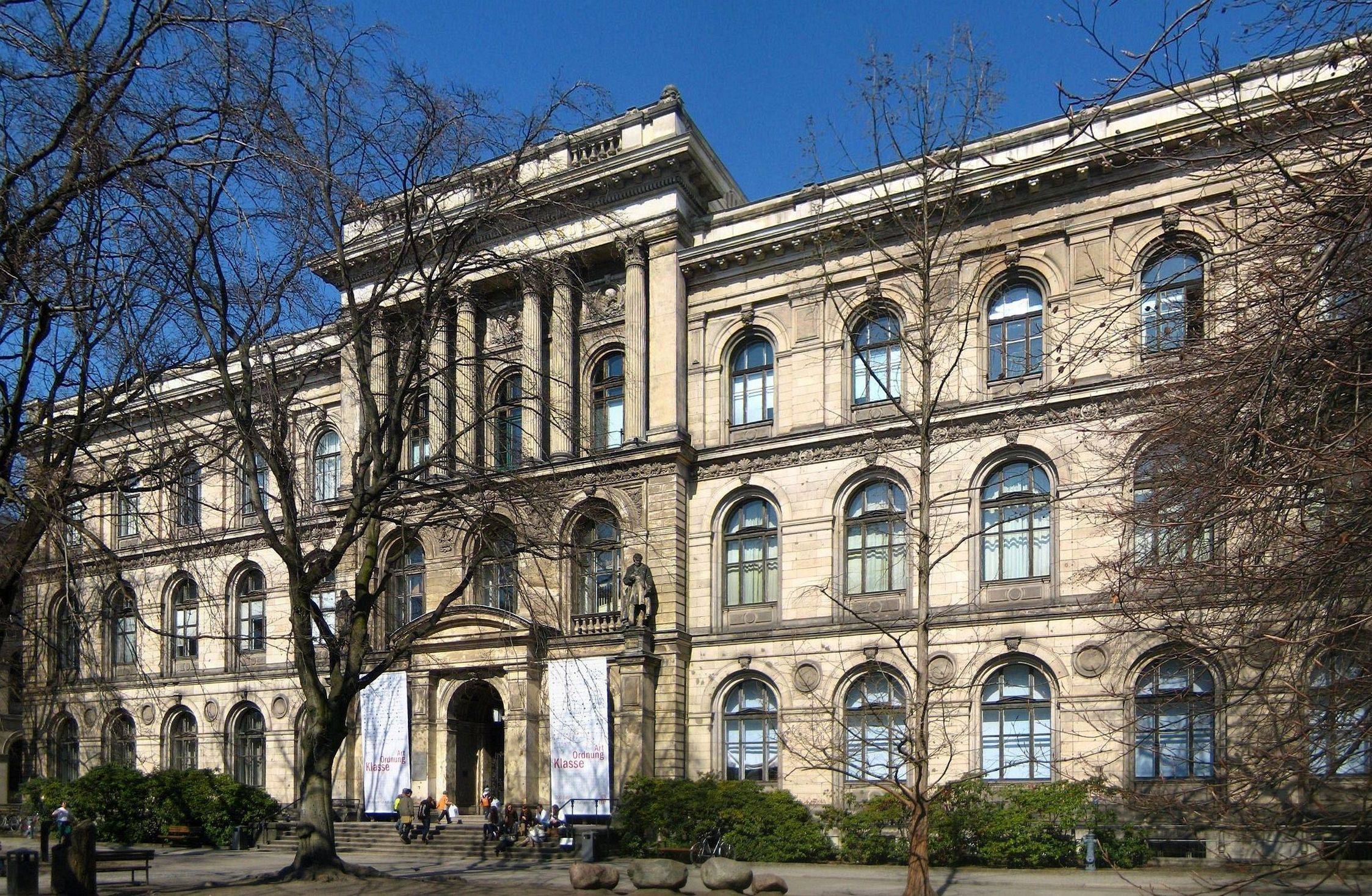
Museum für Naturkunde
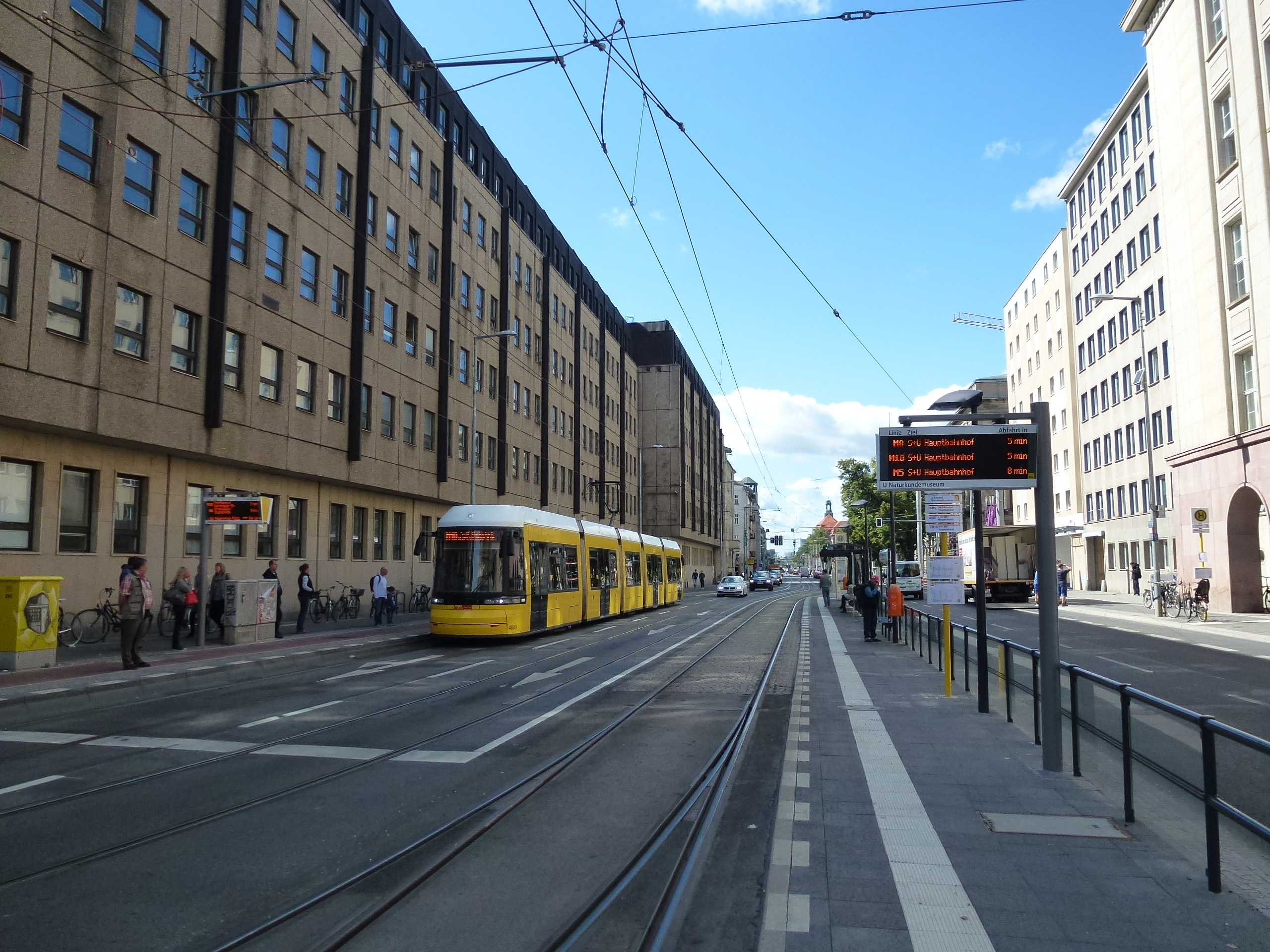
Spårvagnshållplats Naturkundemuseum
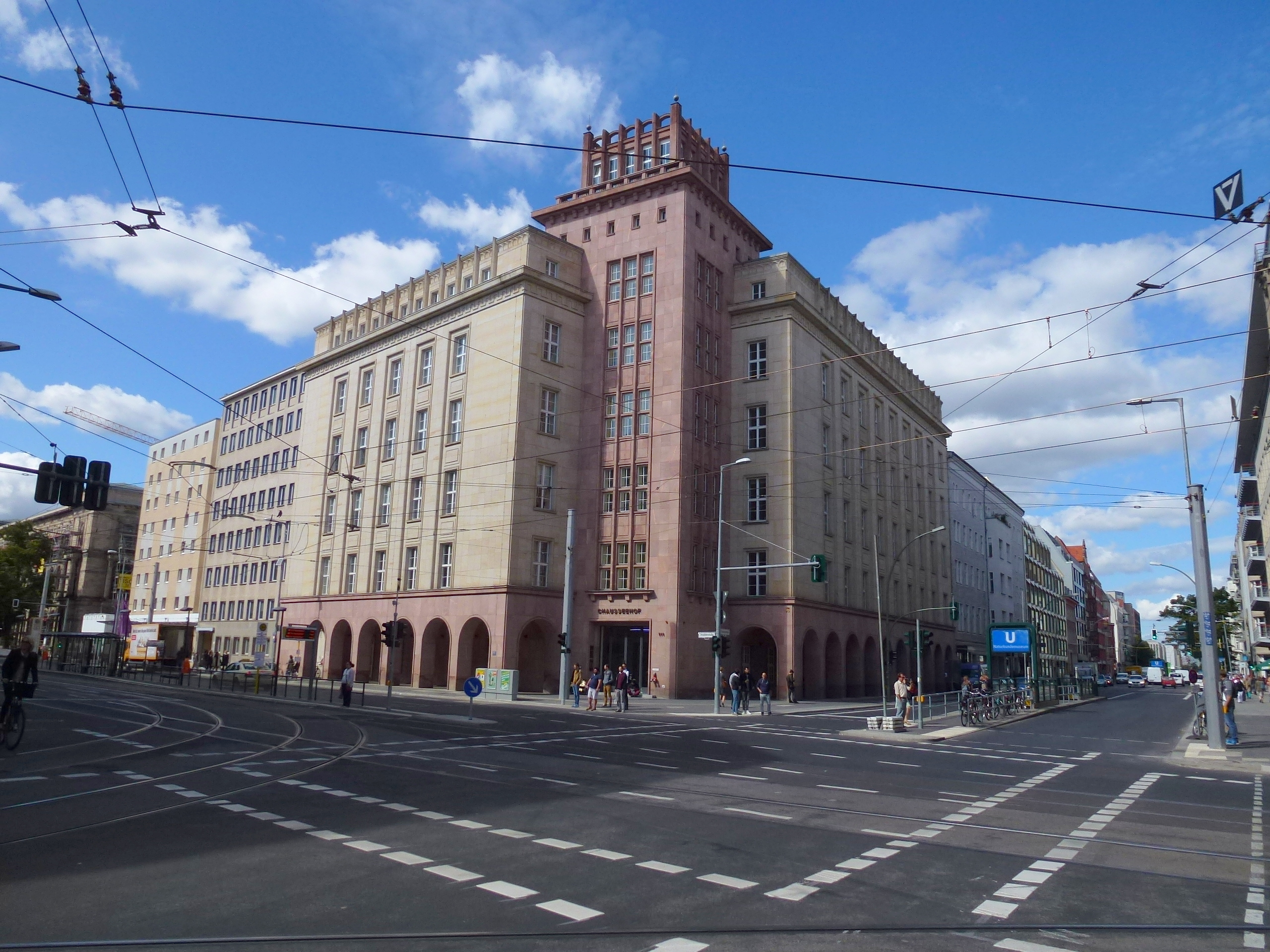
Södra entrén mot Invalidenstrasse
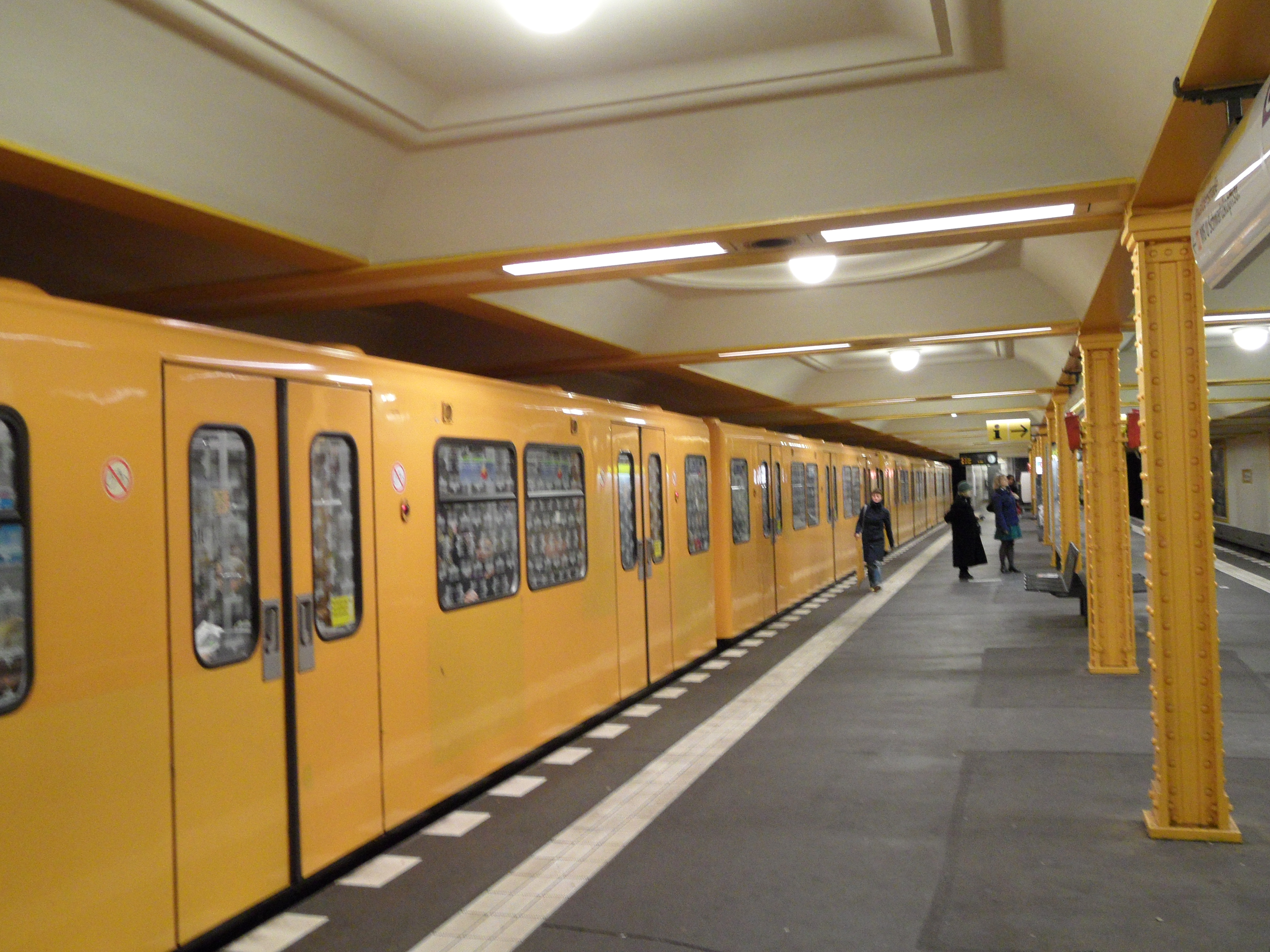
Perrongen med gula pelare
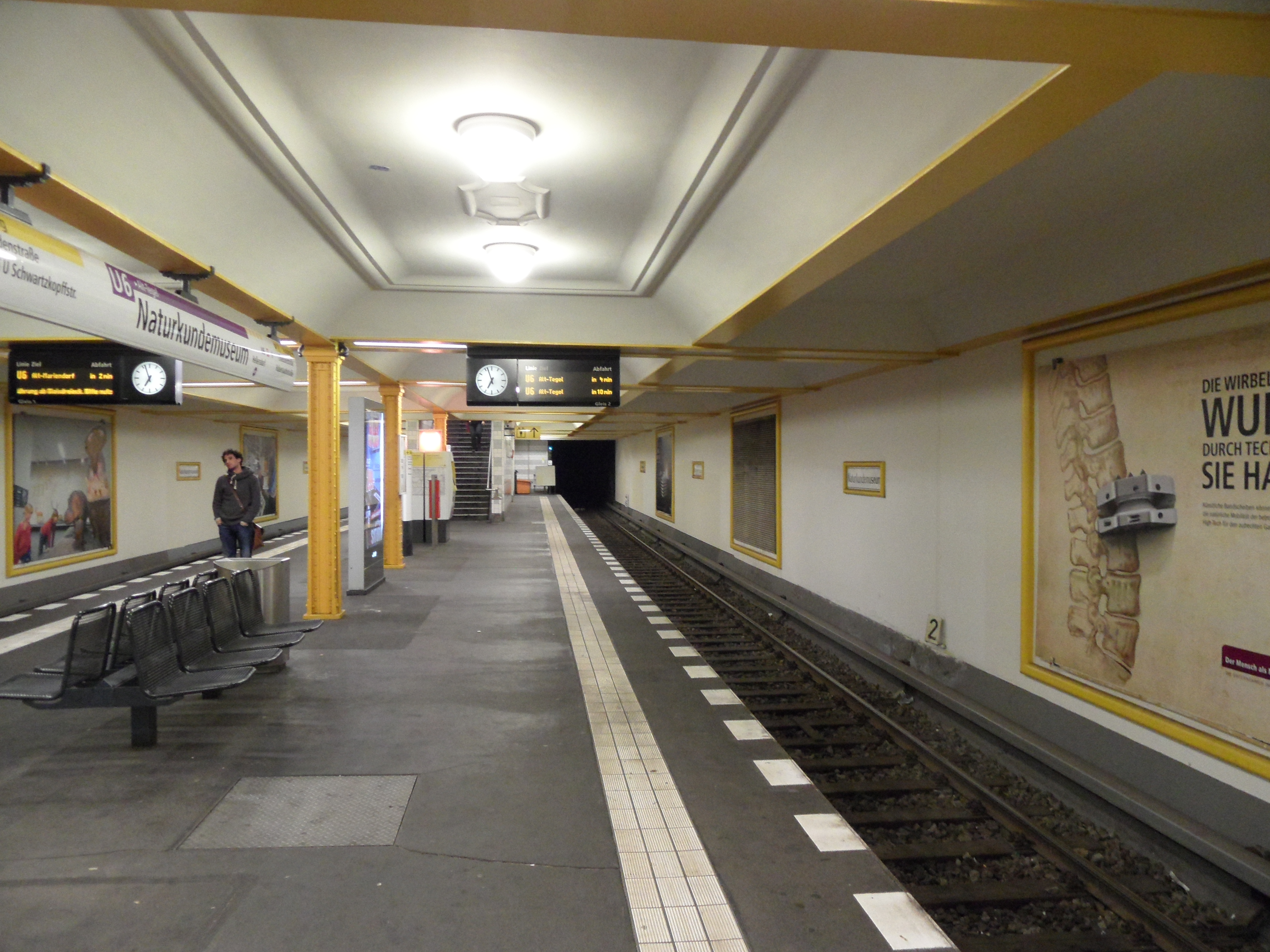
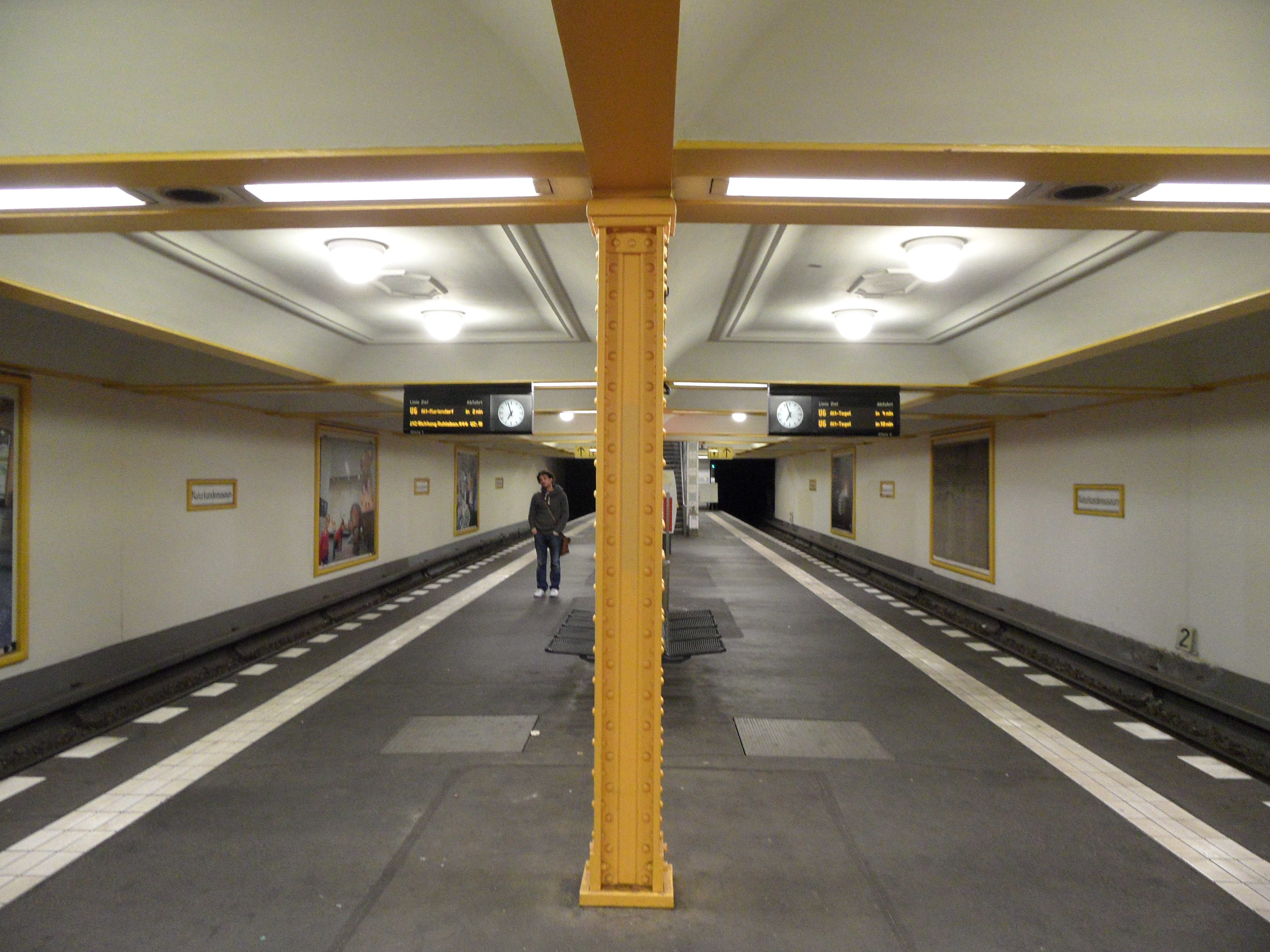